# گزامی
در ژاپن و در دستگاه اداری توکوگاوا منصبی به نام «گزامی» (Gezami) (下座見) شکل گرفت که افراد متصدی آن نزدیک‌ترین معادل ژاپنی هرالدهای دوران مسابقات قرون وسطایی اروپایی بودند.